# Francisco de Paula del Villar y Lozano

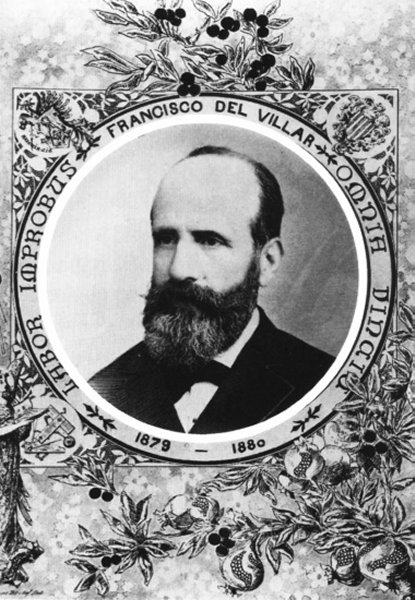
Francisco de Paula del Villar y Lozano.

Francisco de Paula del Villar y Lozano (Murcia, 1828 – Barcelona, 1901) fue un arquitecto español. 

## Biografía
Estudió y obtuvo el título de arquitecto en Madrid, por la Academia de San Fernando, en 1852. Al año siguiente ganó por oposición la cátedra de Arquitectura Legal de la Academia Provincial de Bellas Artes de Barcelona en su sección de Enseñanza de Maestros de Obras. 

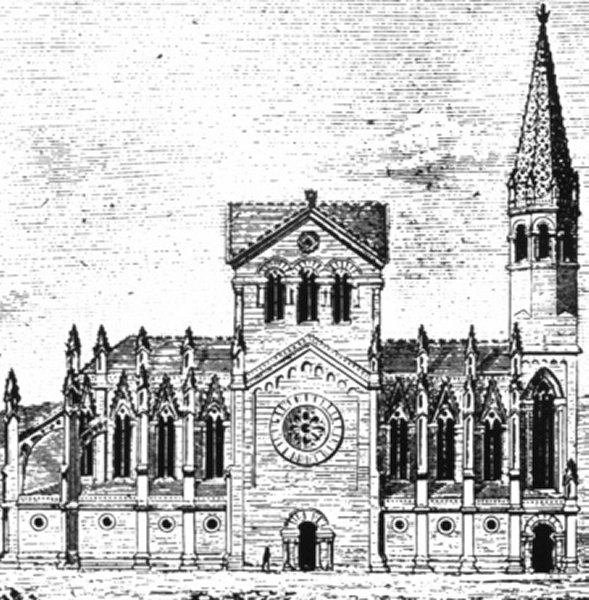
Proyecto neogótico de Francisco del Villar para la Sagrada Familia.

En 1854 proyectó una serie de hospitales de urgencia para atender a los enfermos de la epidemia de cólera. Fue bibliotecario de la Academia Provincial de Bellas Artes, correspondiente de la de San Fernando, numerario de la Real de Ciencias y Artes de Barcelona, vocal de la Comisión Provincial de Monumentos, presidente de la Asociación de Arquitectos y director de la Escuela Técnica Superior de Arquitectura de Barcelona.
Como arquitecto diocesano, cargo que desempeñó entre 1874 y 1892 —y en que le sucedió su hijo Francisco de Paula del Villar y Carmona—, restauró la iglesia de Santa María del Pino, Santa María de Villafranca del Panadés, San Pedro de Camprodon y la Casa de Misericordia. Asimismo fue autor de numerosas iglesias parroquiales y proyectó el ábside del Monasterio de Montserrat, contando como delineante con Antoni Gaudí. Fue también arquitecto municipal de Badalona, donde construyó la Casa de la Ciudad, en la plaza de la Villa (1877), de estilo neorrománico. También restauró el Ayuntamiento de Moncada y Reixach.
En 1877 recibió el encargo por parte de la Asociación de Devotos de San José de construir el templo de la Sagrada Familia. Villar concibió un proyecto neogótico, del que sin embargo sólo se construyó parte de la cripta. En 1883 abandonó el proyecto por desavenencias con Joan Martorell, arquitecto asesor de Josep Maria Bocabella, presidente de la Asociación de Devotos de San José y promotor del proyecto. Ofrecido el encargo a Martorell, rehusó su realización, recomendando en cambio a Gaudí, quien se hizo cargo del proyecto y lo convirtió en su obra magna.